# Irschen
Irschen är en ort och kommun  i Österrike. Den ligger i distriktet Spittal an der Drau i förbundslandet Kärnten, 300 km sydväst om huvudstaden Wien. 
Kommunen består av 15 orter (Ortschaften) (inom parentes invånarantal 1 januari 2024):

- Glanz (90)
- Griebitsch (39)
- Gröfelhof (306)
- Hintergassen (67)
- Irschen (380)
- Leppen (45)
- Mötschlach (71)
- Pflügen (11)
- Pölland (82)
- Potschling (62)
- Rittersdorf (185)
- Schörstadt (76)
- Simmerlach (362)
- Stresweg (103)
- Weneberg (38)